# Мали Стапар
Мали Стапар је део насеља Сивац у Србији у АП Војводини у општини Кула у Западнобачком округу. Према попису из 2011. било је 25 становника (према попису из 2002. било је 27 становника). Мали Стапар се налази 5 километара од центра села Сивца, чијој месној заједници и припада.
Овде се налази преводница Мали Стапар.